# Hamelín
Hamelín (en alemán: Hameln, pronunciación: /ˈhaːml̩n/ⓘ) es una ciudad de Baja Sajonia, Alemania, a orillas del río Weser. Tiene una población estimada, a fines de 2019, de 57.434 habitantes. Es la capital del distrito de Hamelin-Pyrmont y es principalmente conocida por el cuento El flautista de Hamelín.

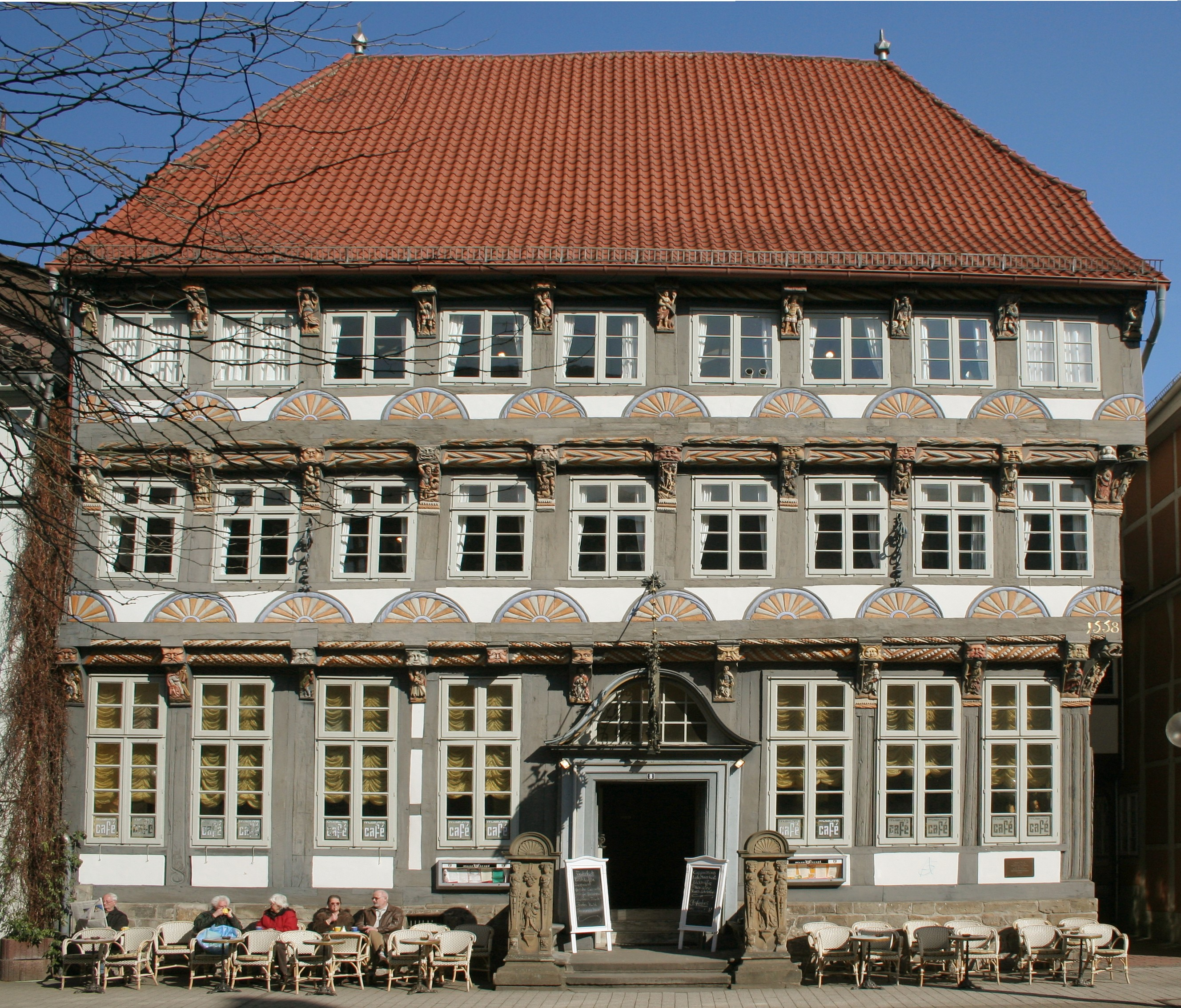
Antiguo edificio en Hamelín

También es el principal punto de acceso a las cercanas montañas Weserbergland, que pueden ser visitadas a pie o en bicicleta. Es la ciudad donde fueron ejecutados los nazis condenados en el Juicio de Bergen-Belsen por crímenes contra la humanidad tras la Segunda Guerra Mundial.

## Población histórica
| Año  | Habitantes |
| ---- | ---------- |
| 1689 | 2,398      |
| 1825 | 5,326      |
| 1905 | 21,385     |
| 1939 | 32,000     |
| 1968 | 48,787     |
| 2005 | 58,872     |
| 2018 | 57,510     |

## Ciudadanos famosos
- Heinrich Burger (1804-1858)
- Pedro de Hamelín (1724-1785)
- Max Richter (nacido en 1966)
- Funker Vogt, banda de aggrotech
- El flautista de Hamelín